# Antonio Sozzo
Antonio Sozzo (ur. 9 maja 1942 w Paoli we Włoszech) – duchowny katolicki, arcybiskup, nuncjusz apostolski.

## Życiorys
28 sierpnia 1971 otrzymał święcenia kapłańskie i został inkardynowany do archidiecezji Cosenza-Bisignano. W 1973 rozpoczął przygotowanie do służby dyplomatycznej na Papieskiej Akademii Kościelnej. 
5 sierpnia 1995 został mianowany przez Jana Pawła II nuncjuszem apostolskim w Algierii i Tunezji oraz arcybiskupem tytularnym Concordia. Sakry biskupiej 14 października 1995 udzielił mu kard. Angelo Sodano. 
W 1998 został przeniesiony do nuncjatury w Kostaryce. 
17 lipca 2003 został nuncjuszem w Maroku. 16 września 2015 przeszedł na emeryturę.